# Němčovice
Němčovice (en allemand : Niemtschowitz) est une commune du district de Rokycany, dans la région de Plzeň, en République tchèque. Sa population s'élevait à 189 habitants en 2021.

## Géographie
Němčovice se trouve à 16 km au nord de Rokycany, à 22 km au nord-est de Plzeň et à 66 km à l'ouest-sud-ouest de Prague.
La commune est limitée par Kozojedy et Liblín au nord, par Lhotka u Radnic et Kamenec à l'est, par Radnice, Újezd u Svatého Kříže et Břasy au sud, et par Hromnice, Kaceřov et Dobříč (district de Plzeň-Nord) à l'ouest.

## Histoire
La première mention écrite de la localité date de 1240.

## Administration
La commune se compose de deux sections :
- Němčovice
- Olešná

## Transports
Par la route, Němčovice se trouve à 4 km de Radnice, à 18 km de Rokycany, à 27 km de Plzeň et à 79 km de Prague. 